# Polystichum longecuspis
Polystichum longecuspis är en träjonväxtart som beskrevs av Fée. Polystichum longecuspis ingår i släktet Polystichum och familjen Dryopteridaceae. Inga underarter finns listade.